# Tell Me U Luv Me
«Tell Me U Luv Me» (произносится как «tell me you love me», с англ. — «скажи мне, что ты любишь меня») — песня американских рэперов Juice WRLD и Trippie Redd, выпущенная 29 мая 2020 года на лейблах Grade A Productions по эксклюзивной лицензии Interscope Records в качестве второго сингла с третьего студийного альбома Juice WRLD Legends Never Die.

## Предыстория
Juice WRLD впервые исполнил эту песню вместе с Trippie Redd на концерте в конце 2019 года. В январе 2020 года «Tell Me U Luv Me» просочился в сеть на SoundCloud, после чего был удалён за нарушение авторского права. В феврале трек вновь появился на YouTube. Позже лейбл Trippie Redd и Juice WRLD опубликовали в Instagram тизер трека за несколько часов до релиза.
Песня была выпущена в день рождения бывшей девушки Juice Элли Лотти, которая поделилась куплетом из трека менее чем за час до его выхода.

## Музыкальное видео
Официальное музыкальное видео было выпущено 28 мая 2020 года. Режиссёр Коул Беннетт снял клип в полу-анимации и полу-живом виде и добавил эскизы и рисунки «школьных каракулей».

## Чарты
| Чарт (2020)                           | Высшая позиция |
| ------------------------------------- | -------------- |
| Австралия (ARIA)                      | 51             |
| Канада (Billboard Canadian Hot 100)   | 40             |
| Швеция (Sverigetopplistan)            | 6              |
| Великобритания (OCC UK Singles)       | 56             |
| США (Billboard Hot 100)               | 38             |
| США (Billboard Hot R&B/Hip-Hop Songs) | 15             |
| США (Billboard Rhythmic)              | 35             |
| США Rolling Stone Top 100             | 3              |